# Бучацький район
Бу́чацький райо́н, або Бу́чаччина — колишній адміністративний район у південно-західній частині Тернопільської області, Україна.
Районний центр: Бучач. Площа 802 км². Населення 62 тис. осіб (2020 р.). Залізничні станції: Бучач, Пишківці.
Ліквідований 17 липня 2020 року.

## Географія
Район лежить у межах Опілля. Поверхня рівнинна, розчленована глибокими долинами річок.

### Корисні копалини
Вапняки (понад 100 родовищ), пісковики, травертин.
На думку В. Добрянського, значні запаси матеріалів (пісковиків, піску) сприяли виникненню мурованого будівництва на території сучасного району ще в давньоруські часи.

### Річки, ставки
Найбільші річки — Дністер, його притоки Стрипа, Бариш і Вільховець. Створено 28 ставків.

### Ґрунти
Переважають чорноземи опідзолені й темно-сірі опідзолені ґрунти. Ліси займають 12,95 тис. га, багато реліктових та рідкісних рослин.

## Історія
Початки заселення району сягають 40-25 тис. років тому, періоду палеоліту — пізньої старокам'яної доби. На березі р. Стрипа виявлено залишки 2-х ранніх поселень племен трипільської культури та поховання бронзової доби. На території району було давнє слов'янське поселення, яке до середини XIV ст. входило до Галицько-Волинської держави та Королівства Русі. Наприкінці цього століття внаслідок тривалої боротьби між Польським Королівством і Великим князівством Литовським Галичину, у тому числі Бучаччину, анексувало Польське королівство, яке з Великим князівством Литовським 1569 р. утворило нову федеративну державу — Республіку Обох Націй (Річ Посполиту).
1434 року Східна Галичина, Західне Поділля втратили свої права автономій у складі Королівства Польського та остаточно були приєднані до складу польської держави. Зокрема, на цих землях утворили кілька нових адміністративних одиниць — воєводств, а саме Руське (центр — Львів) і Подільське (центр — Кам'янець на Поділлі).
Після Люблінської унії 1 липня 1569 р. територія району увійшла до складу Галицького повіту Руського воєводства.
Під час Хмельниччини загін під командуванням І. Кияшка громив коронні підрозділи біля Бучача (тоді Теребовельського повіту Руського воєводства).
У 1772 р. після першого поділу Польщі територія нинішнього Бучацького району відійшла до Імперії Габсбургів (з 1804 року — Австрійської імперії, від 1867 р. — Австро-Угорщина). У 1810—1815 рр. частина Бучаччини на схід від річки Стрипи була під пануванням Росії (входила до складу Тернопільського краю), потім знову прилучена до Австрійської імперії, ввійшла до Станиславівського округу (циркулу).
У листопаді 1918 р. — липні 1919 р. територія сучасного району входила до складу Бучацького повіту — адміністративної одиниці ЗУНР. Від 15 вересня 1920 р. до 18 вересня 1939 р. перебувала під владою Польщі. Вересень 1939 р. — серпень 1991 р. — у складі УРСР. 7 липня 1941 р. район захопила нацистська Німеччина; окупація тривала до 21 липня 1944 р.
На території теперішнього району проживали представники великих польської, єврейської громад, меншої вірменської (зокрема, в Язловці, Бучачі).
25 травня 2014 року відбулися Президентські вибори України. У межах Бучацького району було створено 71 виборчу дільницю. Явка на виборах складала — 80,44 % (проголосували 38 167 із 47 445 виборців). Найбільшу кількість голосів отримав Петро Порошенко — 63,58 % (24 268 виборців); Юлія Тимошенко — 15,17 % (5 791 виборців), Олег Ляшко — 9,41 % (3 590 виборців), Анатолій Гриценко — 6,63 % (2 530 виборців). Решта кандидатів набрали меншу кількість голосів. Кількість недійсних або зіпсованих бюлетенів — 0,70 %.

## Населені пункти
У районі — м. Бучач, смт Золотий Потік та 59 сіл, з яких Бариш, Порохова, Старі Петликівці, Язловець раніше мали Магдебурзьке право.

## Населення

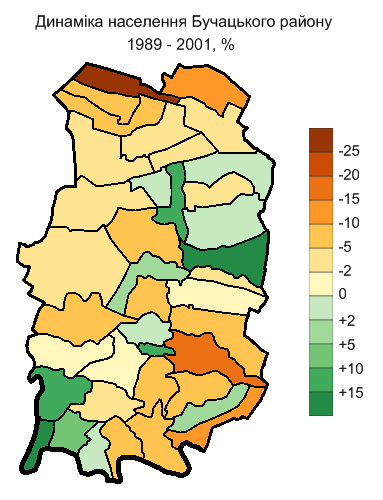
Динаміка чисельності населення міських та сільських рад Бучацького району за 1989—2001 рр., %

Чисельність населення району:
- 1970 — 69 110
- 1979 — 68 816
- 1989 — 66 355
- 2001 — 64 974
- 2014 — 64 000

Розподіл населення за віком та статтю (2001)
| Стать | Всього | До 15 років | 15-24 | 25-44 | 45-64 | 65-85 | Понад 85 |
| --- | ------ | ----------- | ----- | ----- | ----- | ----- | -------- |
| Чоловіки | 30 625 | 7245        | 4894  | 9233  | 5795  | 3370  | 88       |
| Жінки | 34 451 | 7014        | 4562  | 8606  | 7213  | 6628  | 428      |
| \| Статево-вікова піраміда \| Статево-вікова піраміда \| Статево-вікова піраміда \| \| ----------------------- \| ----------------------- \| ----------------------- \| \| Чоловіки \| Вік \| Жінки \| \| 88 \| 85 + \| 428 \| \| 183 \| 80-84 \| 624 \| \| 498 \| 75-79 \| 1479 \| \| 1220 \| 70-74 \| 2183 \| \| 1469 \| 65-69 \| 2342 \| \| 1493 \| 60-64 \| 2122 \| \| 1075 \| 55-59 \| 1474 \| \| 1548 \| 50-54 \| 1858 \| \| 1679 \| 45-49 \| 1759 \| \| 2367 \| 40-44 \| 2252 \| \| 2184 \| 35-39 \| 2042 \| \| 2317 \| 30-34 \| 2079 \| \| 2365 \| 25-29 \| 2233 \| \| 2332 \| 20-24 \| 2265 \| \| 2562 \| 15-20 \| 2297 \| \| 2663 \| 10-14 \| 2656 \| \| 2529 \| 5-9 \| 2383 \| \| 2053 \| 0-4 \| 1975 \| |        |             |       |       |       |       |          |
| Статево-вікова піраміда |        |             |       |       |       |       |          |
| Чоловіки | Вік    | Жінки       |       |       |       |       |          |
| 88 | 85 +   | 428         |       |       |       |       |          |
| 183 | 80-84  | 624         |       |       |       |       |          |
| 498 | 75-79  | 1479        |       |       |       |       |          |
| 1220 | 70-74  | 2183        |       |       |       |       |          |
| 1469 | 65-69  | 2342        |       |       |       |       |          |
| 1493 | 60-64  | 2122        |       |       |       |       |          |
| 1075 | 55-59  | 1474        |       |       |       |       |          |
| 1548 | 50-54  | 1858        |       |       |       |       |          |
| 1679 | 45-49  | 1759        |       |       |       |       |          |
| 2367 | 40-44  | 2252        |       |       |       |       |          |
| 2184 | 35-39  | 2042        |       |       |       |       |          |
| 2317 | 30-34  | 2079        |       |       |       |       |          |
| 2365 | 25-29  | 2233        |       |       |       |       |          |
| 2332 | 20-24  | 2265        |       |       |       |       |          |
| 2562 | 15-20  | 2297        |       |       |       |       |          |
| 2663 | 10-14  | 2656        |       |       |       |       |          |
| 2529 | 5-9    | 2383        |       |       |       |       |          |
| 2053 | 0-4    | 1975        |       |       |       |       |          |

Рідна мова населення:
- українська — 99,6 %
- російська — 0,3 %

За релігійним складом більшість населення — греко-католики та православні. У деяких селах, особливо на південному заході району (Космирин, Сновидів, Стінка та ін.) проживають громади амішів (кашкетників).

## Економіка
У районі розвинуті харчова промисловість та виробництво будматеріалів. Діють 11 промислових підприємств, найбільші з яких: механічний завод ЗАТ «Астрон», ливарно-механічний «Квант», цукровий, хлібзавод, сироробний та мальтозний заводи, комбінат хлібопродуктів, фабрика «Берізка»; 45 сільськогосподарських підприємств та 74 фермерські господарства (на 01 січня 2003).

## Освіта
Діють 59 ЗОШ, художня і музична школи, ПТУ, Бучацький агроколедж, Бучацький інститут менеджменту і аудиту, відділення 7-и банків, 53 дитсадки, 2 Будинки школяра, станція юних техніків, 54 бібліотеки, 57 клубних установ. У с. Скоморохи — державна туристична база «Лісова»,

## Здоров'я, спорт
У Бучачі — стадіон «Колос», на якому виступає однойменний футбольний клуб — 3-разовий володар Кубка СССР «Золотий колос» (1969—1971 роки), 8-разовий чемпіон Тернопільської області (1966—1973 роки), 4-разовий володар Кубка Тернопільської області. Має свою спортивну школу.

## Релігія
У районі зареєстровано 106 релігійних громад.

## Природоохоронні території
Станом на 1 січня 2017 року на території Бучацького району є 42 території та об'єкт природно-заповідного фонду загальною площею 12720,87 га:
- 1 національний природний парк загальною площею 3770,01 га,
- 1 регіональний ландшафтний парк місцевого значення загальною площею 4384,99 га,
- 4 заказники місцевого значення загальною площею 1104,0 га,
- 35 пам'яток природи місцевого значення загальною площею 84,34 га:
  - 2 комплексні пам'ятки природи загальною площею 0,35 га,
  - 7 геологічних пам'яток природи загальною площею 6,10 га,
  - 6 гідрологічних пам'яток природи загальною площею 18,54 га,
  - 19 ботанічних пам'яток природи загальною площею 52,35 га,
  - 1 зоологічна пам'ятка природи загальною площею 7,00 га,
- 1 парк-пам'ятка садово-паркового мистецтва місцевого значення площею 7,52 га.

Входить до складу територій ПЗФ інших категорій 12 об'єктів ПЗФ загальною площею 3359,62 га.
Фактично в Бучацькому районі 42 території та об'єкти природно-заповідного фонду загальною площею 9361,25, що становить 11,67 % території району.

## Архітектурні пам'ятки

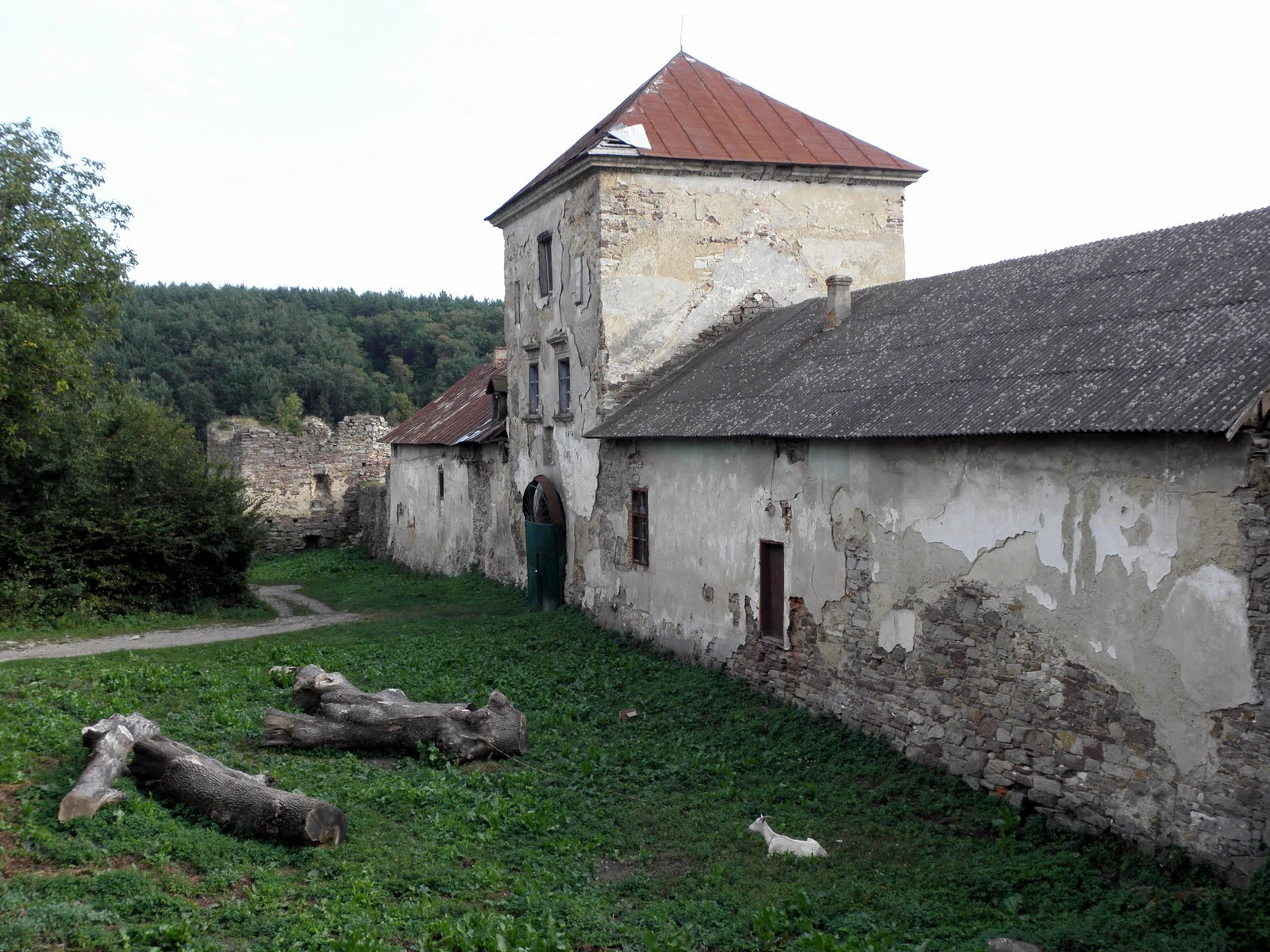
Замок у Золотому Потоці

- замок (кін. XIV—XVI ст.), оборонна церква в урочищі Монастирок (XVI ст.), Церква Святого Миколая (XVII ст.), ратуша (1751 р.), монастир оо. василіян та церква Воздвиження Чесного Хреста, Церква Святої Покрови й інші — у Бучачі та його околицях
- костел (XVI ст.), замок (1600 p.) — у с. Підзамочок
- палац Миколи Василя Потоцького (XVIII ст., потребує реставрації), замок і в'їзна вежа (XVII ст.), костел (1634 р.), садиба Скварчинських-Ґнєвошів (1848 р.), церква Пресвятої Трійці та дзвіниця (1897 р.), каплиця (XIX ст.) — у смт Золотий Потік
- парк, Костел Внебовзяття Пресвятої Діви Марії (1590 р.), церква святого Миколая (1551 р., УГКЦ, раніше вірменська), палац Понятовських, гробниця c. Марцеліни Даровської (XVI—XVIII ст.) — у с. Язловець
- дзвіниця (XVIII ст.) — у с. Білявинці та ін.

### Дерев'яні церкви
| Село       | Назва церкви                         | Рік побудови           |
| ---------- | ------------------------------------ | ---------------------- |
| Верб'ятин  | Чудо Михаїла                         | 1889                   |
| Губин      | Усікновення голови Іоанна Предтечі   | 1849                   |
| Космирин   | св. Архистратига Михаїла             | 1886                   |
| Помірці    | Пресвятої Трійці                     | 1898                   |
| Сокілець   | Покрови Божої Матері                 | 1635: збудували монахи |
| Трибухівці | Благовіщення Пресвятої Богородиці    | XVI-XVII ст.           |
| Цвітова    | Введення в Храм Пресвятої Богородиці | 1888                   |

### Археологічні пам'ятки
- Стоянка в с. Миколаївка (30-12 тис. р. до н.  е.)
- Могильник у с. Жнибороди (XII—XIII ст.)
- Городище в с. Стінка (IX—XIII ст.)
- Ранньохристиянські печерні храми біля сіл Стінка і Рукомиш.

### Музеї
- Районний історико-краєзнавчий музей
- музей-меморіал імені Василя Стуса
- музей В'ячеслава Чорновола
- музей історії агроколеджу
- музей історії СПТУ-26
- туристично-краєзнавчі у школах с. Сновидів і смт Золотий Потік,
- меморіальні кімнати Соломії Крушельницької в с. Білявинці та Мар'яна Крушельницького в с. Пилява.

## Відомі люди
- Див. також: Категорія:Персоналії:Бучацький район

### Народилися
- о. Амвросій Крушельницький — греко-католицький священик, громадський діяч, батько Соломії Крушельницької[13]
- поет, четар УСС Іван Балюк[14]
- педагог, громадський діяч у США Петро Бард —[15]
- письменник і журналіст Іван Боднарук
- актор і письменник Володимир Бучацький
- співачка Соломія Крушельницька
- актор і режисер Мар'ян Крушельницький
- скульптор Роман Вільгушинський[16]
- диригент, педагог Богдан Іваноньків — заслужений артист України

### Перебували
- Кархут Василь Володимирович — український лікар-алопат, лікар-фітотерапевт, письменник.[17]

### Проживали
- О. Володислав Носковський
- Йоган-Ґеорг Пінзель

### Очільники району
Голови Бучацької райдержадміністрації:
- Ілля Козира
- Тарас Пастух
- Василь Савка
- з квітня 2014 р. — Вонсяк Василь[18][19]
- Фреяк Віталій
- Бебих Віталій